# Aleksandr Prawdin
Aleksandr (Iosif) Gieorgijewicz Prawdin (ros. Александр (Иосиф) Георгиевич Правдин, ur. 1879 we wsi Annienkowo w guberni kurskiej, zm. 3 września 1938) – rosyjski rewolucjonista, radziecki polityk i działacz partyjny.

## Życiorys
Miał wykształcenie podstawowe, od 1899 działacz SDPRR, kilkakrotnie aresztowany i zsyłany, od 1912 członek Północnego Biura Obwodowego KC SDPRR(b). Od 9 sierpnia 1913 członek KC SDPRR(b), w 1917 członek Ufijskiego Komitetu SDPRR(b), od 12 maja do 8 sierpnia 1917 zastępca członka KC SDPRR(b), od 1917 do marca 1919 zastępca ludowego komisarza spraw wewnętrznych Rosyjskiej Republiki Radzieckiej/Rosyjskiej FSRR. Od 6 lutego 1918 członek Kolegium Ludowego Komisariatu Spraw Wewnętrznych RFSRR, w latach 1919-1920 pełnomocnik Rady Pracy i Obrony RFSRR i WCIK na Froncie Zachodnim i na Uralu. Od 25 kwietnia 1923 do 2 grudnia 1927 członek Centralnej Komisji Kontrolnej RKP(b)/WKP(b), między 1924 a 1925 zastępca ludowego komisarza komunikacji drogowej ZSRR, w latach 1930-1933 pracownik Ludowego Komisariatu Handlu Zagranicznego ZSRR, a od 1933 w organach kontroli partyjnej i radzieckiej. Do 1936 zastępca kierownika Grupy Transportu Komisji Kontroli Radzieckiej przy Radzie Komisarzy Ludowych ZSRR, od 1936 na emeryturze.
11 grudnia 1937 aresztowany, 3 września 1938 skazany na śmierć przez Wojskowe Kolegium Sądu Najwyższego ZSRR po zarzutem działalności antysowieckiej i rozstrzelany. 30 maja 1956 pośmiertnie zrehabilitowany.